# Hello Mr. my yesterday
「Hello Mr. my yesterday」（ハロー・ミスター・マイ・イエスタデー）は、日本のロックバンド・Hundred Percent Freeの1作目のシングル。

## 概要
- 前作「REBOOT EXTRA」から約5ヶ月ぶり、初のマキシシングル規格にしてメジャーデビュー作品。
- 表題曲はテレビアニメ『名探偵コナン』のエンディングテーマに起用され、自身初のアニメタイアップを担当した[1]。
- ジャケットはビーイング所属のデザイナーが手掛けており、メンバーのB-BURGをモチーフにしたキャラクター・ハンバーグが描かれている[2][3]。
- 初回限定盤と通常盤の2形態で発売され、初回限定盤には特典として表題曲のミュージック・ビデオを収録したDVDが同梱された。

## 収録曲
| 全編曲: 寺地秀行、Hundred Percent Free。 |                                           |                       |           |                  |       |
| #                                        | タイトル                                  | 作詞                  | 作曲      | コーラスアレンジ | 時間  |
| 1.                                       | 「Hello Mr. my yesterday」                | Tack、Ko-KI、L(R)UCCA | TAKA      | 寺地秀行         | 4:31  |
| 2.                                       | 「Boom Boom Dreamer」                     | Tack、Ko-KI、L(R)UCCA | SIG       |                  | 3:19  |
| 3.                                       | 「Hello Mr. my yesterday (Instrumental)」 |                       | TAKA      | 寺地秀行         | 4:35  |
| 4.                                       | 「Boom Boom Dreamer (Instrumental)」      |                       | SIG       |                  | 3:15  |
| 合計時間:                                | 合計時間:                                 | 合計時間:             | 合計時間: | 合計時間:        | 15:40 |

### 解説
1. Hello Mr. my yesterday
初めて作曲にメンバーが携わっていない楽曲で、これまでよりポップ色を強く押し出したミディアムテンポのロックバラード。メンバー曰く「アルバム制作の話し合いの中ででた話だが、歌モノは今まで以上に歌に振り切り、重い系の曲はさらに重くやっていこうって話が出て、今作もその中の1つである。」と語っている。しかし、サビではバンドサウンドならではのダイナミックなレンジ感があり、これといって特別意識した訳ではないという[4]。歌詞は『名探偵コナン』への書き下ろしではなく、「過去の自分に対しての応援歌」をテーマに書かれている[5]。
ミュージック・ビデオは宇宙船にメンバーが乗っていて、歌詞に準えたタイムマシンに乗って過去や未来の自分に会いに行くというコンセプトの元、宇宙を進んでいく映像となっている[4]。
2. Boom Boom Dreamer
ベーシストのMAKOTO脱退後に初めて制作された、打ち込み主体の4つ打ちラウドロック。この楽曲ではエレキベースではなくシンセベースが使用されている[4][5]。
3. Hello Mr. my yesterday (Instrumental)
表題曲のインストゥルメンタルバージョン。
4. Boom Boom Dreamer (Instrumental)
カップリング曲のインストゥルメンタルバージョン。

## 参加ミュージシャン
Hundred Percent Free
- Tack：Vocal & MC
- Ko-KI：Vocal & MC
- SIG：Guitar
- KAZ：Drums
- B-BURG：Hybrid Programming

Support Musician
- Raykay：Additional Chorus (#1)

## タイアップ
- 日本テレビ系列土曜アニメ『名探偵コナン』シーズン15前期エンディングテーマ (#1)

## 収録アルバム
- JET!JET!!JET!!! (#1)
- 百年物語〜The Complete Best〜 (#1,2)
- THE BEST OF DETECTIVE CONAN 4 〜名探偵コナン テーマ曲集4〜 (#1)